# Gerwyn Price
Gerwyn Stephen Price (* 7. März 1985 in Markham, Mid Glamorgan) ist ein walisischer Dartspieler und ehemaliger Rugbyspieler. 2021 gewann er die PDC-Weltmeisterschaft. Sein Spitzname „The Iceman“ entstand bereits während seiner Zeit im Rugby.

## Karriere

### Rugby
Price spielte auf der Position des Haklers in der Welsh Premier Division für den Neath RFC und den Cross Keys RFC. Später lief er in der Rugby League für die South Wales Scorpions auf. Für die international in der Pro 14 spielenden Glasgow Warriors war er als Ersatzmann im Einsatz. 2014 beendete er wegen einer Handverletzung seine Rugbykarriere und konzentrierte sich auf den Dartsport, den er seit 2010 parallel betrieb.

### Darts

#### 2014
Price spielte bereits neben seiner Rugbykarriere ambitioniert Darts. Bei einem Freizeitturnier wurde Barrie Bates auf ihn aufmerksam und riet ihm Profi zu werden. Im Januar 2014 erspielte sich Price eine zweijährige Tour Card auf der PDC Qualifying School. Er schaffte die Qualifikation für die UK Open 2014, wo er in Runde 2 Aden Kirk mit 2:5 unterlag.
Auf der Pro Tour erreichte er ebenfalls einige Erfolge: er erreichte mehrere Viertelfinale und besiegte die Spieler Colin Lloyd, James Wade und Steve Beaton. Price verpasste die Qualifikation für den World Grand Prix 2014; dafür erspielte er sich Ende 2014 einen Startplatz für die PDC-Weltmeisterschaft. Er traf in der ersten Runde auf Peter Wright und verlor mit 0:3.

#### 2015
Price begann das Jahr als Nummer 59 der PDC Order of Merit. Auf der Pro Tour machte er wie im Vorjahr auf sich aufmerksam. Er erreichte einige Halbfinale und besiegte u. a. Adrian Lewis mit einem Average von 105,78. Seine guten Leistungen brachten ihm einen Startplatz für das World Matchplay 2015 ein. In der ersten Runde traf er als Außenseiter auf Michael Smith und besiegte diesen mit 10:4. Im Achtelfinale war Adrian Lewis sein Gegner. Price begann stark, mit einem zwischenzeitlichen Average von 110 Punkten erspielte er sich eine 7:2-Führung und setzte sich am Ende 13:10 durch. Somit erreichte er sein erstes Viertelfinale bei einem Major-Turnier. Dort war Peter Wright sein Gegner, der ihn mit 16:7 besiegte.

#### 2017
Bei den UK Open erreichte er das Finale. Auf dem Weg dorthin besiegte er u. a. Justin Pipe (10:5), Ian White (10:9) und Alan Norris (10:9). Im Finale verlor er gegen Peter Wright mit 6:10. Beim World Cup of Darts stand er für Wales mit Mark Webster gegen die Niederlande in einem weiteren Major-Finale. Im weiteren Verlauf des Jahres erreichte er beim World Grand Prix und den European Darts Championship zwei weitere Male das Achtelfinale eines PDC-Majors.

#### 2018
Bei der Weltmeisterschaft stand er erstmals im Achtelfinale, verlor dieses aber gegen den Titelverteidiger Michael van Gerwen. Nach dem WM-Finale wurde bekannt, dass Price eine Wildcard für die Premier League erhalten würde. Bei seiner erstmaligen Teilnahme beim The Masters erreichte er das Viertelfinale. Bei den UK Open konnte er nicht an seine Vorjahresleistung anknüpfen und erreichte dort nur das Viertelfinale. Seinen bisher größten Erfolg feierte er am 18. November 2018 mit einem Sieg beim Grand Slam of Darts. Im Finale besiegte er Gary Anderson mit 16:13.

#### 2019
2019 war ein recht erfolgreiches Jahr für Gerwyn Price. Bei den Czech Darts Open schied er im Achtelfinale gegen Simon Whitlock aus, spielte jedoch zuvor in der zweiten Runde gegen Glen Durrant ein Nine dart finish. Er belegte den 5. Platz bei der Premier League Darts und erreichte das Halbfinale bei der Champions League of Darts. Des Weiteren stand er im Finale der European Darts Championship, welches er mit 6:11 gegen den Engländer Rob Cross verlor und im Finale der Players Championship Finals, wo er 9:11 gegen den Niederländer Michael van Gerwen unterlag. Am 17. November 2019 konnte Price erneut den Grand Slam of Darts mit 16:6 gegen den Schotten Peter Wright gewinnen.

#### 2020
Bei der Weltmeisterschaft 2020 verlor er im Halbfinale nach einer guten Vorrunde gegen Peter Wright mit 3:6. Price geriet in die Schlagzeilen, weil er während des Matches eine Box-Geste machte und sich nach der Partie auf den sozialen Medien über das Verhalten vom späteren schottischen Weltmeister Wright beschwerte. Später entschuldigte er sich dafür. Anfang März holte er sich den Titel des Belgian Darts Championship, wo Price 8:3 gegen den Engländer Michael Smith gewann. Bei den UK Open unterlag er im Finale Michael van Gerwen mit 9:11. Zum ersten Mal gewann er den World Grand Prix mit 5:2 gegen den Niederländer Dirk van Duijvenbode und die World Series of Darts Finals mit 11:9 gegen Rob Cross. Zusammen mit Jonny Clayton gewann er den World Cup of Darts. Wie 2019 wurde „The Iceman“ 5. in der Premier League und verpasste somit knapp die Play-offs.

#### 2021
Am 3. Januar gewann er als erster Waliser die PDC-Weltmeisterschaft gegen den Schotten Gary Anderson mit 7:3. Durch diesen Sieg wurde er zur zehnten Nummer 1 der PDC-Weltrangliste seit 1994. Bei den Players Championships 2021 gewann er das Players Championship 6. Im April 2021 wurde Price bei der Premier League Darts, bei der er als Weltranglistenerster teilnahmeberechtigt gewesen wäre, durch James Wade ersetzt, da er im Vorfeld positiv auf COVID-19 getestet worden war. Beim World Matchplay schied er im Viertelfinale aus, er verlor 9:16 gegen den Titelverteidiger Dimitri Van den Bergh. Elf Tage nach dem Ausscheiden gewann er das Players Championship 21. Im Finale schlug er den Australier Damon Heta mit 8:7.
Bei der European Darts Tour 2021 gewann Price beide Events. In den Finals konnte er sich gegen Michael Smith mit 8:2 und gegen Mensur Suljović mit 8:0 durchsetzen. Beim Grand Slam of Darts 2021 gewann Price mit 16:8 gegen den Schotten Peter Wright.

#### 2022
Price schied in der Weltmeisterschaft 2022 im Viertelfinale aus. Obwohl er einen Neundarter warf, unterlag er 4:5 gegen den Engländer Michael Smith. Bei der Premier League Darts warf er am 17. Februar zwei Neundarter; einen gegen Michael van Gerwen und einen gegen James Wade und gewann zudem den Spieltag. Auf der Pro Tour gewann er neben den International Darts Open auch das Players Championship 7 jeweils mit einem 8:4-Finalsieg. Bei den UK Open 2022 verlor er jedoch durch eine 7:10-Viertelfinalniederlage gegen Michael Smith die Führungsposition in der PDC Order of Merit an den Schotten Peter Wright. Am 10. Spieltag der Premier League kündigte Price an, seinen Einlaufsong von Ice Ice Baby von Vanilla Ice zu Roar von Katy Perry zu ändern, welchen er aber zum 12. Spieltag wieder zu Ice Ice Baby änderte. Beim World Matchplay 2022 spielte er am 23. Juli 2022 beim Halbfinalsieg gegen Danny Noppert einen Neundarter. Mit dem Halbfinaleinzug hatte er bereits zuvor auch wieder die Führung in der PDC Order of Merit übernommen. Im Finale unterlag er Michael van Gerwen. Im September 2022 gewann Price zum zweiten Mal in seiner Karriere die World Series of Darts Finals. Am 18. September 2022 bezwang er im Finale im Decider Dirk van Duijvenbode. Im Zuge des World Grand Prix 2022 verlor er am 9. Oktober 2022 die Führung in der PDC Order of Merit an Peter Wright. Am Ende desselben Monats konnte er in Folge der European Darts Championship 2022 die Führung in der PDC Order of Merit wieder von Wright zurückgewinnen.

#### 2023
Bei der Weltmeisterschaft 2023 schied Price, wie bereits im Vorjahr, im Viertelfinale aus. Er unterlag dem Deutschen Gabriel Clemens mit 1:5. Nach der WM musste er die Führung in der PDC Order of Merit an Michael Smith abtreten. Auf der European Tour gewann er die European Darts Open und die International Darts Open.

#### 2024

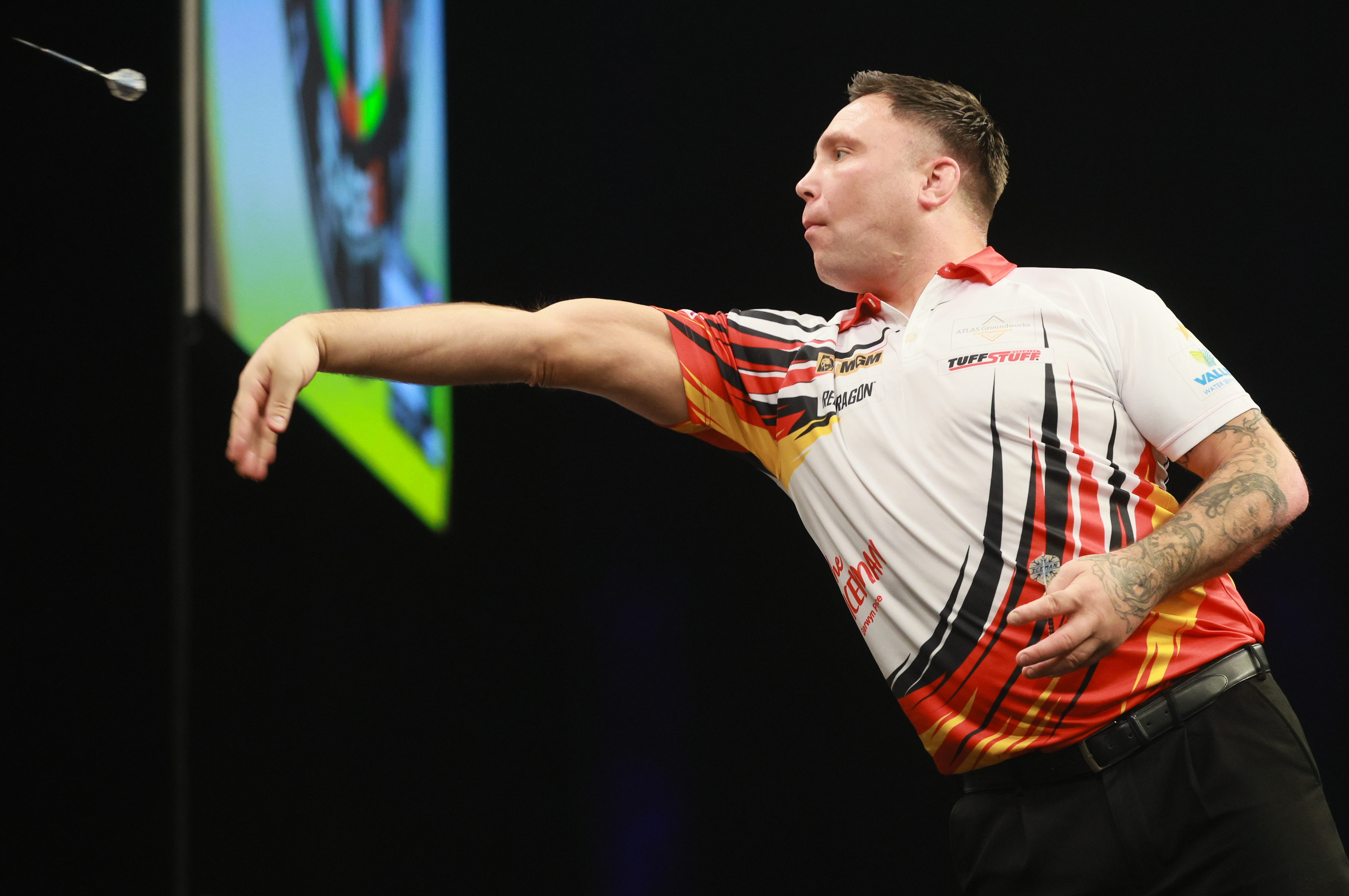
Price bei der Premier League Darts 2025 in Berlin

Bei der Weltmeisterschaft 2024 schied Price, anders als im Vorjahr, in der dritten Runde aus. Er unterlag Brendan Dolan mit 2:4, somit konnte er seine Stellung in der PDC Order of Merit nicht verbessern. Auf der World Series gewann er das Nordic Darts Masters.

#### Einlaufmusik
Passend zu seinem Spitznamen „The Iceman“ ist die übliche Einlaufmusik von Gerwyn Price Ice Ice Baby von Vanilla Ice. Manchmal ändert er allerdings seine Einlaufmusik.
Die nachfolgende Tabelle gibt einen kurzen Überblick über die verschiedenen „Walk-On-Songs“ von Price:
| Titel                 | Interpret       | Datum                    | Veranstaltung             |
| --------------------- | --------------- | ------------------------ | ------------------------- |
| Ice Ice Baby          | Vanilla Ice     | reguläre Einlaufmusik    | sonstige                  |
| Roar                  | Katy Perry      | 14.–21. April 2022       | Premier League Darts 2022 |
| Don’t Stop Believin’  | Journey         | 1., 15.–22. Februar 2024 | Premier League Darts 2024 |
| Belter                | Gerry Cinnamon  | 8. Februar 2024          | Premier League Darts 2024 |
| Build Me Up Buttercup | The Foundations | 29. Februar 2024         | Premier League Darts 2024 |
| Nice To Meet You      | Myles Smith     | 27. März 2025            | Premier League Darts 2025 |

## Kontroversen
- Bei den World Series of Darts Finals 2017 spielte Price gegen den Australier Corey Cadby. Er gewann das entscheidende letzte Leg und vermied beim Handschlag Augenkontakt. Stattdessen brüllte er Cadby mehr oder weniger direkt ins Gesicht. Während des gesamten Spiels hatte Price bereits mehrmals in Cadbys Richtung gebrüllt.[5]
- Im Finale des Grand Slam of Darts 2018 gegen Gary Anderson fiel Price mit häufigen lautstarken Jubelrufen, auch bei mittelmäßigen Aufnahmen, auf. Daran störte sich sein Kontrahent Anderson. Price merkte dies und schien den Schotten daraufhin bewusst mit Gesten und noch mehr Jubelrufen zu provozieren. Schließlich ließ sich Anderson zu einem kleinen Schubser gegenüber Price hinreißen, der einige Sekunden länger am Oche stehen geblieben war um zu jubeln. Price gewann letztlich das Spiel gegen Anderson, der die Konzentration auf das Spiel verloren zu haben schien und ohne Handschlag von der Bühne ging. Bereits im Halbfinale gegen Simon Whitlock war er negativ aufgefallen. Insgesamt wurde er für die beiden Spiele und anschließende Äußerungen auf Sozialen Medien mit einer Geldstrafe von £21.500 belegt. Seit diesem Spiel hat Price unter Dartsfans ein gewisses Bad Boy-Image und wird bei seinen Walk-ons und teilweise auch während seiner Spiele ausgebuht und ausgepfiffen.[5]
- Am 15. Spieltag der Premier League Darts 2019 geriet Price mit Daryl Gurney aneinander. Nach Spielende gab es einen sehr ruppigen Handschlag. Anschließend lieferten sich die beiden ein Wortgefecht und mussten von Schiedsrichter George Noble und dem Sicherheitsdienst von Handgreiflichkeiten abgehalten werden.[5]
- Im Halbfinale der PDC World Darts Championship 2020 traf Price auf Peter Wright. Dieser versuchte nach dem ersten Satz Price aufzuziehen. Price soll vor dem Spiel großspurig behauptet haben, das Spiel ohne Satzverlust gewinnen zu wollen. Nach dem zweiten Satz revanchierte sich Price mit einem lautstarken Jubelruf einschließlich eines angedeuteten Kopfstoßes gegen Wright. Beim Einwerfen für den folgenden dritten Satz wartete Price ein Mal nicht bis Wright das Board verlassen hatte und begann zu werfen. Dabei traf Price Wright beinahe am Kopf. Am Ende des Spiels gab es keinen Handschlag. Am darauffolgenden Tag wurden Chatverläufe der beiden veröffentlicht, die zeigten, dass sie sich versöhnt hatten und Price Wright viel Erfolg für das Finale wünschte.[5]
- Bei der PDC World Darts Championship 2022 kam es zur Begegnung mit Kim Huybrechts. Dieser beschwerte sich, nachdem Price das Spiel in eine Verlängerung gebracht hatte, über das Verhalten des Walisers. Schiedsrichter Kirk Bevins schlichtete, wobei Price nur zu verstehen gab, Huybrechts würde dasselbe Verhalten an den Tag legen. Währenddessen stieg er Huybrechts leicht auf den Fuß.[5]
- Im Viertelfinale der PDC World Darts Championship 2023 gegen Gabriel Clemens kam Price nach einer Werbeunterbrechung mit einem Kapselgehörschutz (ugs. Kopfhörer) zurück auf die Bühne. Er lag mit 1:3 Sätzen im Rückstand. Nun gewann er das erste Leg und zeigte anschließend an, die buhenden Fans nicht hören zu können. Als er aber auch diesen Satz verlor, setzte er den Gehörschutz wieder ab. Er verlor das Spiel letztlich mit 1:5.[6] In der Folge gab er über Instagram bekannt, keine Weltmeisterschaft im Alexandra Palace mehr spielen zu wollen. Bei der PDC World Darts Championship 2024 trat er allerdings dennoch an. Die PDC sah sich zu einer Regeländerung gezwungen. Seither ist ein Kapselgehörschutz während einer Partie nicht mehr erlaubt.[7]
- In der 1. Runde des World Matchplay 2025 geriet er erneut mit Daryl Gurney aneinander. Nachdem Price sich nach einem wichtigen Leggewinn lautstark aufbauschte, fühlte sich Gurney offenbar provoziert und begann im Laufe des Spiels immer öfter, Price’ Jubelrufe zu imitieren. Price gewann letztlich die Partie und jubelte enthusiastisch und lautstark. Anschließend gab es einen sehr groben Handschlag, bei dem Price Gurney sichtlich verärgert seinen Unmut kundtat.[8]
- In mehreren weiteren Fällen verweigerte Price seinen Gegnern den Handschlag, unter anderem James Wade, Glen Durrant, Krzysztof Ratajski, Michael van Gerwen und Adrian Lewis.[5]

## Weltmeisterschaftsresultate

### PDC
- 2015: 1. Runde (0:3-Niederlage gegen  Peter Wright)
- 2016: 1. Runde (0:3-Niederlage gegen  Andrew Gilding)
- 2017: 1. Runde (1:3-Niederlage gegen  Jonny Clayton)
- 2018: Achtelfinale (2:4-Niederlage gegen  Michael van Gerwen)
- 2019: 2. Runde (2:3-Niederlage gegen  Nathan Aspinall)
- 2020: Halbfinale (3:6-Niederlage gegen  Peter Wright)
- 2021: Sieger (7:3-Sieg gegen  Gary Anderson)
- 2022: Viertelfinale (4:5-Niederlage gegen  Michael Smith)
- 2023: Viertelfinale (1:5-Niederlage gegen  Gabriel Clemens)
- 2024: 3. Runde (2:4-Niederlage gegen  Brendan Dolan)
- 2025: Viertelfinale (3:5-Niederlage gegen  Chris Dobey)

## Turnierergebnisse
| Turnier                                    | 2014               | 2015               | 2016               | 2017               | 2018               | 2019              | 2020              | 2021              | 2022              | 2023              | 2024              | 2025              |
| ------------------------------------------ | ------------------ | ------------------ | ------------------ | ------------------ | ------------------ | ----------------- | ----------------- | ----------------- | ----------------- | ----------------- | ----------------- | ----------------- |
| PDC-Ranking-Turniere                       |                    |                    |                    |                    |                    |                   |                   |                   |                   |                   |                   |                   |
| Weltmeisterschaft                          | n/q                | R1                 | R1                 | R1                 | AF                 | R2                | HF                | S                 | VF                | VF                | R3                | VF                |
| World Masters                              | nicht ausgetragen  | nicht ausgetragen  | nicht ausgetragen  | nicht ausgetragen  | nicht ausgetragen  | nicht ausgetragen | nicht ausgetragen | nicht ausgetragen | nicht ausgetragen | nicht ausgetragen | nicht ausgetragen | AF                |
| UK Open                                    | R2                 | VR                 | R3                 | F                  | VF                 | HF                | F                 | HF                | VF                | R5                | R4                | R4                |
| World Matchplay                            | n/q                | VF                 | AF                 | R1                 | R1                 | R1                | R1                | VF                | F                 | AF                | AF                | VF                |
| World Grand Prix                           | n/q                | R1                 | R1                 | AF                 | VF                 | R1                | S                 | F                 | HF                | F                 | AF                |                   |
| European Championship                      | n/q                | R1                 | AF                 | AF                 | VF                 | F                 | AF                | VF                | R1                | VF                | R1                |                   |
| Grand Slam of Darts                        | n/q                | n/q                | AF                 | GP                 | S 2                | S                 | AF                | S                 | VF                | AF                | n/q               |                   |
| Players Championship Finals                | n/q                | AF                 | R1                 | R2                 | R1                 | F                 | HF                | AF                | R1                | R2                | R1                |                   |
| PDC-Turniere ohne Einfluss auf das Ranking |                    |                    |                    |                    |                    |                   |                   |                   |                   |                   |                   |                   |
| The Masters                                | nicht qualifiziert | nicht qualifiziert | nicht qualifiziert | nicht qualifiziert | VF                 | AF                | VF                | HF                | VF                | AF                | n/t               | n/a               |
| Premier League Darts                       | nicht eingeladen   | nicht eingeladen   | nicht eingeladen   | nicht eingeladen   | 10.                | 5.                | 5.                | n/t 1             | 7.                | F                 | 7.                | HF                |
| World Cup of Darts                         | n/t                | n/t                | AF                 | F                  | VF                 | R1                | S                 | HF                | F                 | S                 | n/t               | F                 |
| Champions League of Darts                  | n/a                | n/a                | nicht qualifiziert | nicht qualifiziert | nicht qualifiziert | HF                | nicht ausgetragen | nicht ausgetragen | nicht ausgetragen | nicht ausgetragen | nicht ausgetragen | nicht ausgetragen |
| World Series of Darts Finals               | n/a                | n/q                | AF                 | VF                 | HF                 | AF                | S                 | VF                | S                 | AF                | AF                |                   |
| Karrierestatistiken                        |                    |                    |                    |                    |                    |                   |                   |                   |                   |                   |                   |                   |
| Jahresendplatzierung                       | 76                 | 33                 | 19                 | 16                 | 6                  | 3                 | 3                 | 1                 | 4                 | 5                 | 10                |                   |

| Legende zu den Turnierergebnissen | Legende zu den Turnierergebnissen | Legende zu den Turnierergebnissen | Legende zu den Turnierergebnissen | Legende zu den Turnierergebnissen | Legende zu den Turnierergebnissen | Legende zu den Turnierergebnissen | Legende zu den Turnierergebnissen | Legende zu den Turnierergebnissen | Legende zu den Turnierergebnissen |
| --------------------------------- | --------------------------------- | --------------------------------- | --------------------------------- | --------------------------------- | --------------------------------- | --------------------------------- | --------------------------------- | --------------------------------- | --------------------------------- |
| n/t                               | nicht teilgenommen                | n/q                               | nicht qualifiziert                | n/a                               | nicht ausgetragen                 | #R                                | Aus in jeweiliger Runde           | GP                                | Aus in der Gruppenphase           |
| AF                                | Achtelfinalist                    | VF                                | Viertelfinalist                   | HF                                | Halbfinalist                      | F                                 | Turnierfinalist                   | S                                 | Turniersieger                     |

### Weitere Turniersiege
- Players Championships

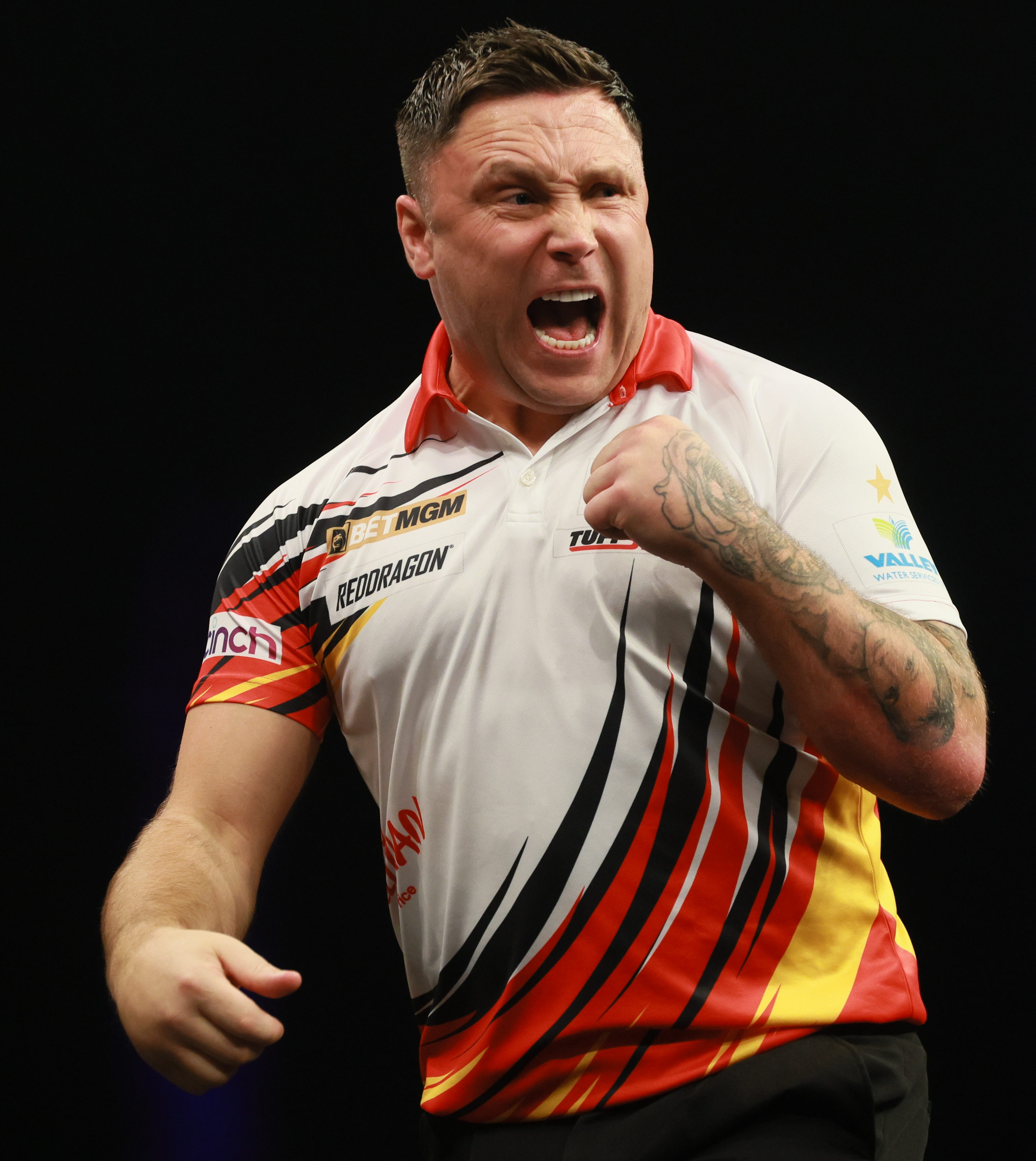
Price, 2025

  - Players Championships 2016: 7, 8
  - Players Championships 2019: 5, 6, 27
  - Players Championships 2020: 6, 17, 18, 21
  - Players Championships 2021: 6, 21
  - Players Championships 2022: 7, 29
  - Players Championships 2023: 17, 18, 21, 29
  - Players Championships 2025: 2, 9, 12
- European Darts Tour
  - European Darts Tour 2018: (1) International Darts Open
  - European Darts Tour 2019: (1) International Darts Open
  - European Darts Tour 2020: (1) Belgian Darts Championship
  - European Darts Tour 2021: (2) Hungarian Darts Trophy, Gibraltar Darts Trophy
  - European Darts Tour 2022: (1) International Darts Open
  - European Darts Tour 2023: (2) European Darts Open, International Darts Open
  - European Darts Tour 2025: (1) Baltic Sea Darts Open
- Worthingtons Darts Champion of Champions 2015
- World Series of Darts
  - World Series of Darts 2022: (1) New Zealand Darts Masters
  - World Series of Darts 2024: (2) Nordic Darts Masters,  Australian Darts Masters
  - World Series of Darts 2025: (1) Poland Darts Masters